# Temporada 2017-18 del Campeonato NACAM de Fórmula 4
La temporada 2017-18 del Campeonato NACAM de Fórmula 4 fue la tercera edición de dicho campeonato. Comenzó el 2 de septiembre de 2017 en la Ciudad de México y finalizó el 30 de junio de 2018 igual en la Ciudad de México.
El mexicano Moisés de la Vara fue el ganador del Campeonato de Pilotos.

## Equipos y pilotos
Las escuderías y pilotos para la temporada 2017-18 fueron las siguientes:
| Equipo               | No. | Piloto               | Clase | Rondas      |
| -------------------- | --- | -------------------- | ----- | ----------- |
| MomoF4 Team          | 5   | Alexandra Mohnhaupt  |       | 1–5         |
| MomoF4 Team          | 7   | Gustavo Jiménez Pons |       | 2           |
| MomoF4 Team          | 8   | Íñigo León           |       | 2–5         |
| MomoF4 Team          | 88  | Juan José Díaz       |       | 1           |
| Scuderia Martiga EG  | 5   | Kory Enders          |       | 8           |
| Scuderia Martiga EG  | 6   | Moisés de la Vara    |       | Todas       |
| Scuderia Martiga EG  | 7   | Kiko Porto           |       | 7–8         |
| Scuderia Martiga EG  | 11  | Kory Enders          |       | 7           |
| Scuderia Martiga EG  | 18  | Chara Mansur         |       | 7           |
| Scuderia Martiga EG  | 66  | Sergio da Silveira   |       | 2           |
| Scuderia Martiga EG  | 66  | Gerardo Martínez     | I     | 3           |
| Scuderia Martiga EG  | 97  | Christian Hinds      |       | 2           |
| Prop Car Racing      | 8   | Íñigo León           |       | 6–8         |
| Prop Car Racing      | 24  | Mariano del Castillo |       | 4           |
| Prop Car Racing      | 24  | Regina Sirvent       |       | 5           |
| Prop Car Racing      | 38  | José Manuel Vilalta  |       | 2–3         |
| Prop Car Racing      | 46  | José Sierra          |       | 1           |
| Prop Car Racing      | 54  | Igor Fraga           |       | 1–2, 4–8    |
| Prop Car Racing      | 57  | Giancarlo Vecchi     |       | 3           |
| Easy-Shop.com Racing | 9   | Daniel Forcadell     |       | 2–4, 8      |
| Herrera Racing       | 10  | Jorge Herrera        |       | 1, 8        |
| Telcel RPL Racing    | 11  | Mariano Martínez     |       | 1–2, 4–5, 8 |
| Telcel RPL Racing    | 11  | Rod McLeod           | I     | 3           |
| Telcel RPL Racing    | 12  | Pablo Perez de Lara  |       | 8           |
| Telcel RPL Racing    | 20  | Emiliano Richards    |       | 8           |
| Telcel RPL Racing    | 79  | Santiago Lozano      |       | 1–3         |
| Telcel RPL Racing    | 99  | Manuel Cabrera       |       | 2           |
| Ram Racing           | 17  | Michael Santos       |       | 1–6, 8      |
| Ram Racing           | 17  | Noel León            |       | 7           |
| Ram Racing           | 28  | Emiliano Jáuregui    |       | Todas       |
| Marespi Racing Team  | 22  | Sergio Martínez      |       | 2           |
| JLBernal Racing      | 57  | Mariano del Castillo |       | 1           |
| JLBernal Racing      | 70  | Gabriel Bacó         |       | 8           |
| APYCSA Racing        | 97  | Álex Servín          |       | 4           |

| Icono | Leyenda                                              |
| ----- | ---------------------------------------------------- |
| I     | Pilotos invitados no son elegibles para sumar puntos |

## Calendario
El calendario consistió de las siguientes 8 rondas.
| Ronda | Ronda | Circuito                                         | Fecha           |
| 2017  | 2017  | 2017                                             | 2017            |
| ----- | ----- | ------------------------------------------------ | --------------- |
| 1     | C1    | Autódromo Hermanos Rodríguez, Ciudad de México   | 2 de septiembre |
| 1     | C2    | Autódromo Hermanos Rodríguez, Ciudad de México   | 3 de septiembre |
| 2     | C1    | Autódromo Hermanos Rodríguez, Ciudad de México   | 28 de octubre   |
| 2     | C2    | Autódromo Hermanos Rodríguez, Ciudad de México   | 29 de octubre   |
| 3     | C1    | Circuito Centro Dinámico Pegaso, Toluca de Lerdo | 25 de noviembre |
| 3     | C2    | Circuito Centro Dinámico Pegaso, Toluca de Lerdo | 26 de noviembre |
| 3     | C3    | Circuito Centro Dinámico Pegaso, Toluca de Lerdo | 26 de noviembre |
| 2018  |       |                                                  |                 |
| 4     | C1    | Autódromo Miguel E. Abed, Amozoc                 | 17 de febrero   |
| 4     | C2    | Autódromo Miguel E. Abed, Amozoc                 | 18 de febrero   |
| 4     | C3    | Autódromo Miguel E. Abed, Amozoc                 | 18 de febrero   |
| 5     | C1    | Óvalo Aguascalientes México, Aguascalientes      | 17 de marzo     |
| 5     | C2    | Óvalo Aguascalientes México, Aguascalientes      | 18 de marzo     |
| 5     | C3    | Óvalo Aguascalientes México, Aguascalientes      | 18 de marzo     |
| 6     | C1    | Autódromo Yucatán, Mayakoba                      | 14 de abril     |
| 6     | C2    | Autódromo Yucatán, Mayakoba                      | 15 de abril     |
| 6     | C3    | Autódromo Yucatán, Mayakoba                      | 15 de abril     |
| 7     | C1    | Autódromo Monterrey, Apodaca                     | 5 de mayo       |
| 7     | C2    | Autódromo Monterrey, Apodaca                     | 6 de mayo       |
| 7     | C3    | Autódromo Monterrey, Apodaca                     | 6 de mayo       |
| 8     | C1    | Autódromo Hermanos Rodríguez, Ciudad de México   | 29 de junio     |
| 8     | C2    | Autódromo Hermanos Rodríguez, Ciudad de México   | 30 de junio     |
| 8     | C3    | Autódromo Hermanos Rodríguez, Ciudad de México   | 30 de junio     |

## Resultados
| Ronda | Ronda | Ronda                                            | Pole Position     | Vuelta rápida     | Piloto ganador      | Equipo ganador      |
| 2017  | 2017  | 2017                                             | 2017              | 2017              | 2017                | 2017                |
| ----- | ----- | ------------------------------------------------ | ----------------- | ----------------- | ------------------- | ------------------- |
| 1     | C1    | Autódromo Hermanos Rodríguez, Ciudad de México   | Moisés de la Vara | Moisés de la Vara | Igor Fraga          | Prop Car Racing     |
| 1     | C2    | Autódromo Hermanos Rodríguez, Ciudad de México   |                   | Moisés de la Vara | Moisés de la Vara   | Scuderia Martiga EG |
| 2     | C1    | Autódromo Hermanos Rodríguez, Ciudad de México   | Igor Fraga        | Igor Fraga        | Igor Fraga          | Prop Car Racing     |
| 2     | C2    | Autódromo Hermanos Rodríguez, Ciudad de México   |                   | Moisés de la Vara | Moisés de la Vara   | Scuderia Martiga EG |
| 3     | C1    | Circuito Centro Dinámico Pegaso, Toluca de Lerdo | Moisés de la Vara | Moisés de la Vara | Moisés de la Vara   | Scuderia Martiga EG |
| 3     | C2    | Circuito Centro Dinámico Pegaso, Toluca de Lerdo |                   | Giancarlo Vecchi  | Santiago Lozano     | Telcel RPL Racing   |
| 3     | C3    | Circuito Centro Dinámico Pegaso, Toluca de Lerdo | Moisés de la Vara | Moisés de la Vara | Moisés de la Vara   | Scuderia Martiga EG |
| 2018  |       |                                                  |                   |                   |                     |                     |
| 4     | C1    | Autódromo Miguel E. Abed, Amozoc                 | Moisés de la Vara | Igor Fraga        | Alexandra Mohnhaupt | MomoF4 Team         |
| 4     | C2    | Autódromo Miguel E. Abed, Amozoc                 |                   | Igor Fraga        | Alexandra Mohnhaupt | MomoF4 Team         |
| 4     | C3    | Autódromo Miguel E. Abed, Amozoc                 | Moisés de la Vara | Igor Fraga        | Igor Fraga          | Prop Car Racing     |
| 5     | C1    | Óvalo Aguascalientes México, Aguascalientes      | Igor Fraga        | Igor Fraga        | Igor Fraga          | Prop Car Racing     |
| 5     | C2    | Óvalo Aguascalientes México, Aguascalientes      |                   | Igor Fraga        | Igor Fraga          | Prop Car Racing     |
| 5     | C3    | Óvalo Aguascalientes México, Aguascalientes      | Igor Fraga        | Igor Fraga        | Moisés de la Vara   | Scuderia Martiga EG |
| 6     | C1    | Autódromo Yucatán, Mayakoba                      | Igor Fraga        | Moisés de la Vara | Igor Fraga          | Prop Car Racing     |
| 6     | C2    | Autódromo Yucatán, Mayakoba                      |                   | Igor Fraga        | Moisés de la Vara   | Scuderia Martiga EG |
| 6     | C3    | Autódromo Yucatán, Mayakoba                      | Igor Fraga        | Michael Santos    | Igor Fraga          | Prop Car Racing     |
| 7     | C1    | Autódromo Monterrey, Apodaca                     | Moisés de la Vara | Kiko Porto        | Moisés de la Vara   | Scuderia Martiga EG |
| 7     | C2    | Autódromo Monterrey, Apodaca                     |                   | Moisés de la Vara | Moisés de la Vara   | Scuderia Martiga EG |
| 7     | C3    | Autódromo Monterrey, Apodaca                     | Moisés de la Vara | Moisés de la Vara | Moisés de la Vara   | Scuderia Martiga EG |
| 8     | C1    | Autódromo Hermanos Rodríguez, Ciudad de México   | Kory Enders       | Kory Enders       | Kory Enders         | Scuderia Martiga EG |
| 8     | C2    | Autódromo Hermanos Rodríguez, Ciudad de México   |                   | Kory Enders       | Kory Enders         | Scuderia Martiga EG |
| 8     | C3    | Autódromo Hermanos Rodríguez, Ciudad de México   | Kory Enders       | Kiko Porto        | Kory Enders         | Scuderia Martiga EG |

## Clasificaciones

### Sistema de puntuación
| Posición | 1  | 2  | 3  | 4  | 5  | 6 | 7 | 8 | 9 | 10 |
| Puntos   | 25 | 18 | 15 | 12 | 10 | 8 | 6 | 4 | 2 | 1  |

### Campeonato de Pilotos
| Pos.                                   | Piloto               | AHR1 | AHR1 | AHR2 | AHR2 | EDM | EDM | EDM | PUE | PUE | PUE | AGS | AGS | AGS | MER | MER | MER | MTY | MTY | MTY | AHR3 | AHR3 | AHR3 | Puntos |
| -------------------------------------- | -------------------- | ---- | ---- | ---- | ---- | --- | --- | --- | --- | --- | --- | --- | --- | --- | --- | --- | --- | --- | --- | --- | ---- | ---- | ---- | ------ |
| 1                                      | Moisés de la Vara    | 2    | 1    | 5    | 1    | 1   | 2   | 1   | 3   | Ret | 2   | 7   | 2   | 1   | 3   | 1   | 3   | 1   | 1   | 1   | 4    | 8    | 4    | 386    |
| 2                                      | Igor Fraga           | 1    | 3    | 1    | 6    |     |     |     | 2   | 8   | 1   | 1   | 1   | Ret | 1   | 2   | 1   | DNS | 4   | 3   | Ret  | Ret  | 3    | 280    |
| 3                                      | Michael Santos       | 7    | 7    | 7    | 5    | 5   | 7   | 3   | 7   | 7   | 4   | 2   | 3   | 2   | 2   | 5   | 2   |     |     |     | 3    | 4    | 8    | 211    |
| 4                                      | Iñigo León           |      |      | 9    | Ret  | 8   | 8   | 6   | 5   | 2   | 3   | 6   | 4   | 3   | 5   | 4   | 4   | 4   | 7   | 5   | 2    | 9    | 7    | 184    |
| 5                                      | Alexandra Mohnhaupt  | 3    | 2    | 2    | Ret  | 2   | 3   | 8   | 1   | 1   | 6   | 3   | 5   | 4   |     |     |     |     |     |     |      |      |      | 183    |
| 6                                      | Emiliano Jáuregui    | 8    | Ret  | 10   | 8    | 7   | 5   | 5   | 4   | 3   | 7   | Ret | 6   | 5   | 4   | 3   | Ret | 5   | 6   | 6   | 11   | 12   | 10   | 140    |
| 7                                      | Kory Enders          |      |      |      |      |     |     |     |     |     |     |     |     |     |     |     |     | 2   | 3   | 2   | 1    | 1    | 1    | 126    |
| 8                                      | Santiago Lozano      | 4    | 4    | 3    | 10   | 3   | 1   | 2   |     |     |     |     |     |     |     |     |     |     |     |     |      |      |      | 98     |
| 9                                      | Kiko Porto           |      |      |      |      |     |     |     |     |     |     |     |     |     |     |     |     | Ret | 5   | 8   | Ret  | 2    | 2    | 50     |
| 10                                     | Daniel Forcadell     |      |      | Ret  | 7    | 6   | 9   | 9   | 6   | 4   | Ret |     |     |     |     |     |     |     |     |     | 6    | 6    | 12   | 50     |
| 11                                     | Jorge Herrera        | 5    | 5    |      |      |     |     |     |     |     |     |     |     |     |     |     |     |     |     |     | 7    | 3    | 6    | 49     |
| 12                                     | Noel León            |      |      |      |      |     |     |     |     |     |     |     |     |     |     |     |     | 3   | 2   | 4   |      |      |      | 45     |
| 13                                     | Mariano Martínez     | 10   | 8    | 11   | 9    |     |     |     | Ret | 6   | 8   | 4   | 8   | 6   |     |     |     |     |     |     | 10   | 11   | 13   | 44     |
| 14                                     | José Manuel Vilalta  |      |      | 6    | 3    | 9   | 6   | 7   |     |     |     |     |     |     |     |     |     |     |     |     |      |      |      | 39     |
| 15                                     | Giancarlo Vecchi     |      |      |      |      | 4   | 4   | 4   |     |     |     |     |     |     |     |     |     |     |     |     |      |      |      | 36     |
| 16                                     | Sergio da Silveira   |      |      | 4    | 2    |     |     |     |     |     |     |     |     |     |     |     |     |     |     |     |      |      |      | 30     |
| 17                                     | Mariano del Castillo | 9    | 9    |      |      |     |     |     | 8   | 5   | 5   |     |     |     |     |     |     |     |     |     |      |      |      | 28     |
| 18                                     | Gabriel Bacó         |      |      |      |      |     |     |     |     |     |     |     |     |     |     |     |     |     |     |     | 5    | 5    | 9    | 22     |
| 19                                     | Regina Sirvent       |      |      |      |      |     |     |     |     |     |     | 5   | 7   | 7   |     |     |     |     |     |     |      |      |      | 22     |
| 20                                     | Chara Mansur         |      |      |      |      |     |     |     |     |     |     |     |     |     |     |     |     | 6   | 8   | 7   |      |      |      | 18     |
| 21                                     | Manuel Cabrera       |      |      | 8    | 4    |     |     |     |     |     |     |     |     |     |     |     |     |     |     |     |      |      |      | 16     |
| 22                                     | Juan José Díaz       | 6    | 6    |      |      |     |     |     |     |     |     |     |     |     |     |     |     |     |     |     |      |      |      | 16     |
| 23                                     | Emiliano Richards    |      |      |      |      |     |     |     |     |     |     |     |     |     |     |     |     |     |     |     | 9    | 10   | 5    | 13     |
| 24                                     | Pablo Perez de Lara  |      |      |      |      |     |     |     |     |     |     |     |     |     |     |     |     |     |     |     | 8    | 7    | 11   | 10     |
| 25                                     | José Sierra          | DNS  | 10   |      |      |     |     |     |     |     |     |     |     |     |     |     |     |     |     |     |      |      |      | 1      |
| 26                                     | Christian Hinds      |      |      | Ret  | 11   |     |     |     |     |     |     |     |     |     |     |     |     |     |     |     |      |      |      | 0      |
| 27                                     | Sergio Martínez      |      |      | 12   | EX   |     |     |     |     |     |     |     |     |     |     |     |     |     |     |     |      |      |      | 0      |
| 28                                     | Gustavo Jiménez Pons |      |      | 13   | Ret  |     |     |     |     |     |     |     |     |     |     |     |     |     |     |     |      |      |      | 0      |
| 29                                     | Alex Servín          |      |      |      |      |     |     |     | Ret | Ret | Ret |     |     |     | DNS | Ret | Ret |     |     |     |      |      |      | 0      |
| Pilotos no elegibles para sumar puntos |                      |      |      |      |      |     |     |     |     |     |     |     |     |     |     |     |     |     |     |     |      |      |      |        |
|                                        | Gerardo Martínez     |      |      |      |      | DNP | Ret | Ret |     |     |     |     |     |     |     |     |     |     |     |     |      |      |      |        |
|                                        | Rod McLeod           |      |      |      |      | DNP | DNP | Ret |     |     |     |     |     |     |     |     |     |     |     |     |      |      |      |        |
| Pos.                                   | Piloto               | AHR1 | AHR1 | AHR2 | AHR2 | EDM | EDM | EDM | PUE | PUE | PUE | AGS | AGS | AGS | MER | MER | MER | MTY | MTY | MTY | AHR3 | AHR3 | AHR3 | Puntos |

| Color     | Resultado                        |
| --------- | -------------------------------- |
| Oro       | Ganador                          |
| Plata     | 2.ª plaza                        |
| Bronce    | 3.ª plaza                        |
| Verde     | Finalizó en los puntos           |
| Azul      | Finalizó sin puntos              |
| Azul      | NC - No clasificado              |
| Violeta   | Ret - No terminó (Carrera)       |
| Rojo      | DNQ - No se clasificó            |
| Negro     | DSQ - Descalificado              |
| Blanco    | DNS - No empezó (carrera)        |
| Blanco    | WD - Retirado (fin de semana)    |
| Blanco    | C - Carrera cancelada            |
| Sin color | DNP - Inscrito pero no participó |
| Sin color | INJ - Lesionado                  |
| Sin color | EX - Excluido                    |

| Estado  | Resultado                                                               |
| ------- | ----------------------------------------------------------------------- |
| Negrita | Pole position                                                           |
| Cursiva | Vuelta rápida                                                           |
| †       | Abandona, pero clasifica al completar el porcentaje requerido para ello |